# 신촌동 (성남시)
신촌동(新村洞)은 대한민국 성남시 수정구의 법정동이다.

## 개요
신촌동은 광주군 대왕면 신촌리·오야리·심곡리 등의 지역을 1971년 경기도 성남출장소로 편제시켰다가 1973년 7월 성남시에 편입되면서 신촌동 관할이 되었다. 1975년 3월 성남시 대왕출장소에 편입 되었으며 1977년 6월 10일 3개지역의 행정동명을 신촌동으로 단일화 사용하게 되었다.

## 법정동
- 신촌동(新村洞)
- 오야동(梧野洞)
- 심곡동(深谷洞)

## 교육

### 고등학교
- 효성고등학교

## 주요 시설
- 공군제15혼성비행단